# Eudonia munroei
Eudonia munroei là một loài bướm đêm trong họ Crambidae.